# Ryazan
Ryazan (tiếng Nga: Рязань) là một thành phố trong Vùng liên bang Trung tâm của Nga, trung tâm hành chính của tỉnh Ryazan. Nó nằm bên bờ sông Oka cách Moskva 196 km về phía đông nam tại tọa độ 54°36′vĩ bắc, 39°42′kinh đông. Dân số: 515.900 (Số liệu thống kê năm 2005).

## Lịch sử

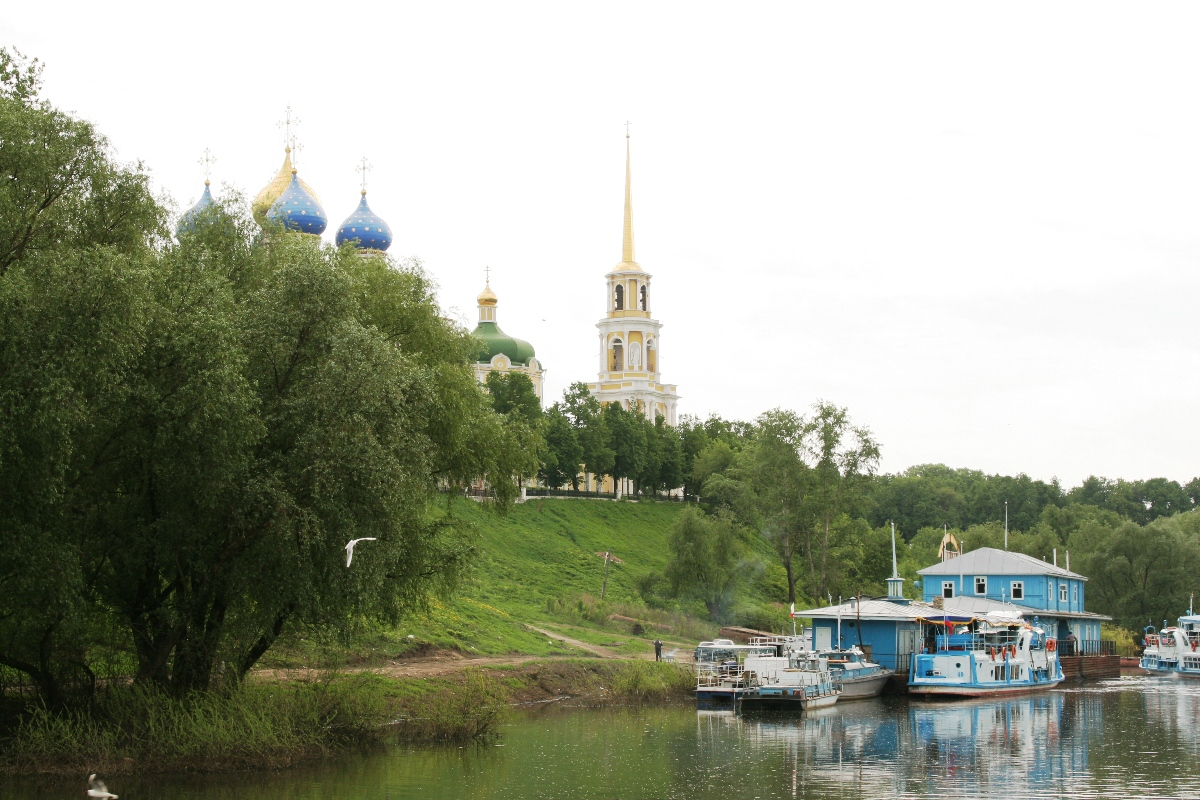
Kremli Ryazan.

Người ta cho rằng điện Kremli Ryazan được những cư dân Nga lập ra năm 1095, như một bước trong quá trình lấn vào lãnh thổ cư trú của những người gốc Phần Lan. Ban đầu điện Kremli được xây dựng bằng gỗ, dần dần được thay thế bằng công trình nề. Những phần cũ nhất còn giữ gìn được của điện Kremli này có từ thế kỷ 15.
Tuy nhiên, thành phố chỉ được đề cập đến lần đầu tiên với tên gọi Pereslavl'-Ryazansky vào năm 1301. Vào thời gian đó nó là một bộ phận của công quốc Ryazan, giành được độc lập từ giữa thế kỷ 12.

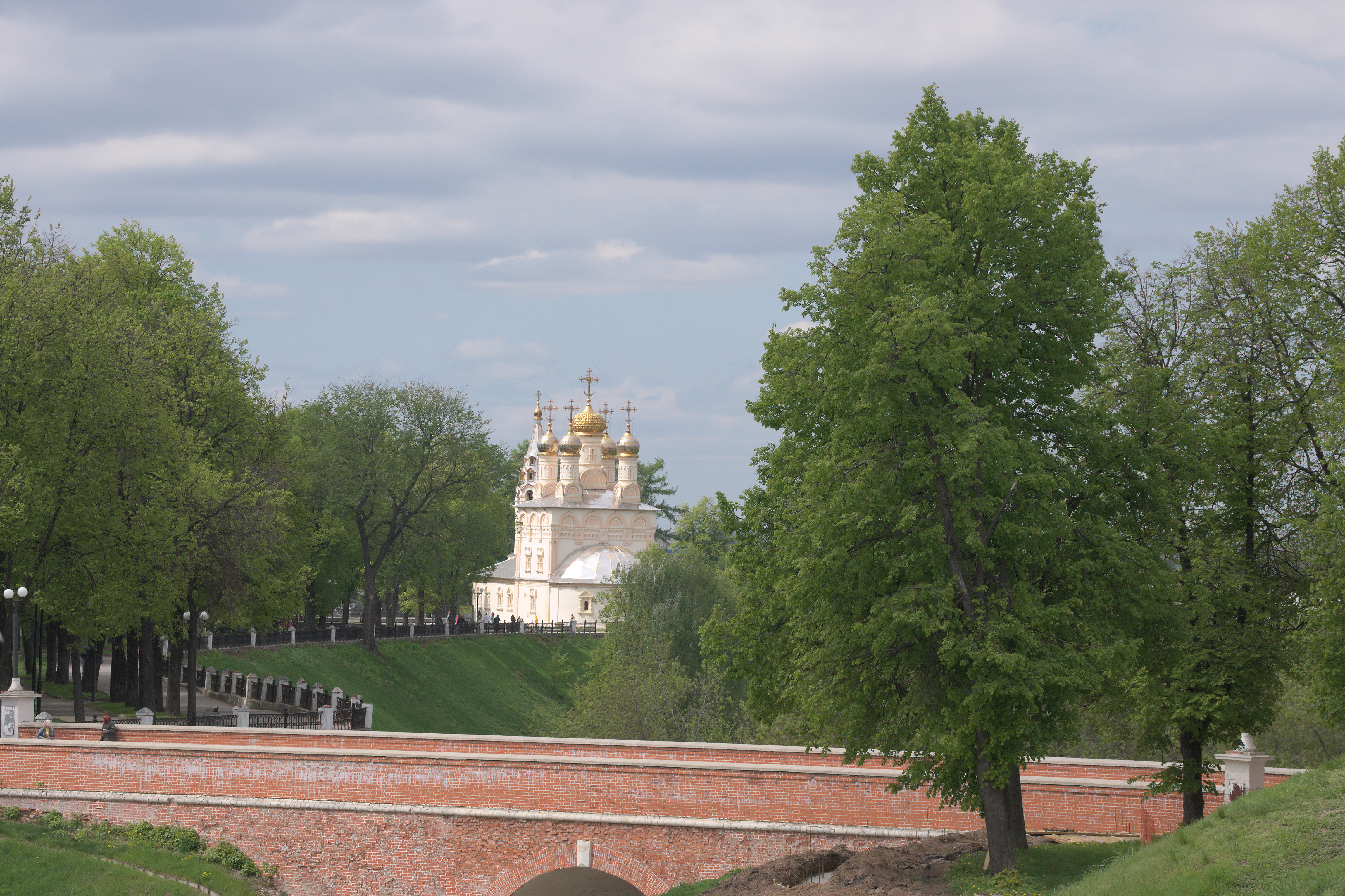
Church of the Saint Saviour on Yar

Người cai trị đầu tiên của Ryazan được cho là Yaroslav Sviatoslavich, công tước Chernigov (một thành phố của Rus Kiev), sau này là công tước của Murom-Ryzan. Vùng này nằm tại chỗ giao nhau giữa rừng và thảo nguyên, chịu đựng nhiều cuộc xâm lược từ phía nam: từ các khazar, pecheneg, polovtsy. Thủ phủ của công quốc, Ryazan, là thành phố đầu tiên của Nga gặp phải Hãn Batu của người Mông Cổ. Ngày 21 tháng 12 năm 1237, nó bị phá hủy và không thể phục hồi lại như trước. Vị trí này bây giờ được biết như Staraya Ryazan (Ryazan cũ) và nằm ở vị trí cách khoảng 50 km so với Ryazan ngày nay (khi đó là Pereslavl-Ryazansky). Vào cuối thế kỷ 13, các công tước của Ryazan đã di chuyển thủ phủ của họ tới Pereslavl, nơi được biết như là Ryazan từ thế kỷ 16 (Chính thức được đổi tên năm 1778). Công quốc này cuối cùng được sáp nhập vào Đại công quốc Moskva năm 1521.

## Ryazan hiện đại
Ryazan là thành phố đang thay đổi nhanh chóng, đặc biệt là những vùng xung quanh Novosyolov và đường phố Moskovskoye Shosse. Nhiều cửa hàng lớn bắt đầu xuất hiện nơi đây và một sân băng trong nhà mới được xây dựng tại Novosyolov. Thành phố này là địa điểm của học viện lực lượng không quân.

## Phân chia hành chính
Thành phố Ryazan được chia thành bốn quận: Moskovsky, Oktyabrsky, Sovetsky, và Zheleznodorozhny.

## Thắng cảnh của Ryazan
- Ryazan Kremli
- Viện bảo tàng Pavlov
- Viện bảo tàng kiến trúc
- Viện bảo tàng mỹ thuật
- Nhà hát kịch
- Rạp múa rối
- Rạp xiếc trẻ em

## Người nổi tiếng
- Ivan Petrovich Pavlov, một nhà tâm lý học nổi tiếng và là người phát minh ra phản xạ có điều kiện
- Konstantin Eduardovich Tsiolkovsky, một trong những nhà phát minh ra tên lửa vũ trụ
- Sergei Yesenin, một nhà thơ nổi tiếng
- Andrey Markov, nhà toán học

## Các trường đại học, học viện
- Đại học vô tuyến điện tử Ryazan ([РГРТУ] Lưu trữ ngày 16 tháng 8 năm 2009 tại Wayback Machine)
- Đại học Y khoa mang tên Pavlov (РГМУ) Lưu trữ ngày 29 tháng 1 năm 2009 tại Wayback Machine
- Đại học tổng hợp quốc gia Ryazan (РГУ) Lưu trữ ngày 23 tháng 8 năm 2009 tại Wayback Machine
- Đại học công nghệ (РГАТУ) Lưu trữ ngày 6 tháng 2 năm 2009 tại Wayback Machine...

## Link liên quan
- Sinh viên Việt Nam tại Ryazan liên bang Nga http://sinhvienryazan.blogspot.com
- Trang thông tin về Ryazan http://rzn.info